# Gonomyia (Leiponeura) spiniterga
Gonomyia (Leiponeura) spiniterga is een tweevleugelige uit de familie steltmuggen (Limoniidae). De soort komt voor in het Neotropisch gebied.